# Environmental Media Association
Die Environmental Media Association (EMA) ist eine Non-Profit-Organisation aus den Vereinigten Staaten mit Sitz in Beverly Hills, Los Angeles. Sie setzt sich für Umweltschutz und die Darstellung von Umweltthemen in der Unterhaltungsbranche ein.

## Geschichte
Die EMA wurde 1989 von Cindy Horn und Lyn Lear gegründet. Seit 1991 verleiht die EMA jährlich den Environmental Media Award (EMA Award) in verschiedenen Kategorien wie Spiel- und Dokumentarfilm, Comedy-, Drama- und Kinderfernsehepisoden.
Die Organisation förderte zunächst vor allem die Unterbringung von Umweltthemen in Drehbüchern und die Gewinnung von Prominenten als Influencer für Umweltthemen. Beispielsweise fokussierte sie sich in der Saison 1997/1998 auf Kinderserien, woraufhin vermehrt Umweltthemen in Serien wie Bill Nye the Science Guy oder Hey Arnold! aufgegriffen wurden. Die Folge Rettet den Baum! (im Original Save the Tree) aus der Serie Hey Arnold! gewann 1998 den EMA Award in der Rubrik Kinderfernsehen. Ab 2003 setzte sich die EMA unter der neuen Geschäftsführung von Debbie Levin auch verstärkt für Umweltschutz bei der Produktion von Filmen und Serien ein und entwickelte zu diesem Zweck das EMA Green Seal, eine Auszeichnung für umweltfreundliche Film- und Serienproduktionen.

## Vorstand
CEO der EMA ist seit dem Jahr 2000 Debbie Levin. Zu den weiteren Vorstandsmitgliedern zählen:
- Bill Gerber
- Malin Åkerman & Jack Donnelly
- Katie Aselton
- Lance Bass & Michael Turchin
- Hart Bochner
- Emmanuelle Chriqui
- Blythe Danner
- Baron Davis
- Francesca Eastwood
- Frances Fisher
- Ray Halbritter
- Daryl Hannah
- Amy Johnson
- Van Jones
- Sophia Kianni
- Wendie Malick
- Sarah Wright Olsen & Eric Christian Olsen
- Madelaine Petsch
- Nikki Reed & Ian Somerhalder
- Perrey Reeves
- Nicole Richie
- Eli Roth & Vittoria Buraschi
- Ronen Rubinstein
- Carla Shamberg & Michael Shamberg
- Amy Smart & Carter Oosterhouse
- Jaden Smith
- Karrueche Tran
- Ted Turner
- Amber Valletta
- Olivia Wilde
- Shailene Woodley
- Constance Zimmer

## EMA Awards
Die Environmental Media Awards (EMA Awards) werden seit 1991 von der Environmental Media Association für die beste Fernsehepisode oder den besten Film mit einer Umweltbotschaft je Rubrik verliehen. Die Awads ehren zudem führende Persönlichkeiten der Unterhaltungsbranche im Bereich Nachhaltigkeit und würdigen außerdem Produktionen, die in ihren Produktionsprozessen umweltfreundliche Verfahren anwenden, sowie Spielfilme, Fernsehsendungen und Dokumentationen, die sich mit Umweltgerechtigkeit, Klimaschutz und Nachhaltigkeit befassen. Die Preisverleihung findet in der Regel im Oktober statt und wird nicht live übertragen.

## EMA Green Seal
Zu den weiteren Tätigkeiten der Organisation gehört das EMA Green Seal Program. Dabei sollen nachhaltige Medienproduktionen (Filme, Serien und Veranstaltungen) gewürdigt werden. Für den Erhalt des Green Seal gibt es eine Kriterienvergabe bei der bis zu 200 Punkte erhalten werden können. Mindestens notwendig sind 75 Punkte und für das EMA Gold Seal mindestens 125 Punkte. Der unglaubliche Hulk aus dem Jahr 2008 war der erste Film, der die Auszeichnung im Abspann zeigte. Stand 2015 wurden über 500 Produktionen mit dem Green Seal ausgezeichnet.